# Ufos zerstören die Erde
Ufos zerstören die Erde (japanisch 妖星ゴラス, Yōsei Gorasu, wörtlich: „Unglücksstern Gorath“, deutscher Fernsehtitel auch Gorath) ist ein Spielfilm des Godzilla-Regisseurs Ishirō Honda aus dem Jahr 1962. Die Erstveröffentlichung in Deutschland fand am 10. Juli 1975 statt.

## Handlung
Im Jahr 1980 entdeckt das Raumschiff JX-1 Hayabusa auf seiner Mission zum Saturn den wandernden Planeten Gorath, der auf einem Kurs Richtung Erde unterwegs ist. Das Schiff wird daraufhin von dessen Gravitationsfeld angezogen und zerstört.
Das Raumschiff JX-2 Ōtori soll nun Gorath erforschen, damit eine Lösung gegen die drohende Kollision gefunden werden kann. Der japanische Astrophysiker Dr. Tazawa entwirft einen Plan, wie man die Erde vor der Vernichtung durch einen Einschlag bewahren könnte: er will am Südpol gewaltige Düsentriebwerke installieren. Diese sollen dann gezündet werden und die Erde mit einer Energie von 66 Billionen Megatonnen in eine andere Umlaufbahn schieben. Die Vereinten Nationen unterstützen den Plan.
Raumschiff JX-2 Ōtori wird auf seiner Mission beinahe zerstört, kann seine Mission aber erfolgreich beenden und zur Erde zurückkehren. In der Zwischenzeit wurden am Südpol die Düsen fertiggestellt und erfolgreich gestartet. Als sich Gorath der Erde nähert, verursacht seine enorme Gravitation Stürme, Erdbeben und einen riesigen Tsunami, der Tokio überschwemmt. Auch der Mond wird zerstört, als er in Goraths Gravitationsfeld gerät. Schließlich gelingt Dr. Tazawas Erd-Rettungs-Plan: Gorath fliegt an der Erde vorbei und verschwindet wieder in den Weiten des Alls.

## Hintergründe
Auf Wunsch des Produzenten Tomoyuki Tanaka wurde ein Riesenwalross namens Magma in die Handlung integriert, das am Südpol aus seinem Winterschlaf geweckt wird und bei seinem Angriff auf die antarktischen Stützpunkte durch eine Laserkanone unschädlich gemacht werden muss. Die Szenen wurden aus der amerikanischen und deutschen Version entfernt.
Trotz des deutschen Filmtitels kommen im Film keine außerirdischen Flugobjekte vor. Der Filmtitel wurde gewählt, um an die Popularität der britischen Fernsehserie UFO anzuknüpfen.

## Kritiken
„Ungereimtes Science-Fiction-Abenteuer, melodramatisch und spannungsarm.“

## Einzelnachweis
1. ↑  Ufos zerstören die Erde. In: Lexikon des internationalen Films. Filmdienst, abgerufen am 2. März 2017.